# 1768 w literaturze
Wydarzenia literackie w 1768 roku.

## nowe książki
- Thomas Gray Wiersze
- Laurence Sterne Podróż sentymentalna przez Francję i Włochy